# Kaspars Petrovs
Kaspars Petrovs (* 1976 in Grobiņa) ist ein lettischer Serienmörder, der als Würger von Riga 2003 in Riga verhaftet wurde. 

## Leben
Anfänglich verdächtigte man Kaspars Petrovs in fünf Mordfällen, die in Riga in den Jahren 2002 und 2003 verübt wurden. Bei der späteren Untersuchung fand die Polizei heraus, dass Petrovs mehr als 20 ältere Frauen umgebracht hat. Alle seine Opfer waren alleinstehende, ältere Rentnerinnen. 
Seine Vorgehensweise war folgende: Er beobachtete auf dem Postamt oder auf dem Markt ältere Frauen; anschließend machte er ihre Bekanntschaft und gewann ihr Vertrauen, etwa indem er half, ihre Einkaufstaschen nach Hause zu tragen. Eine andere Variante, um Zugang in die Wohnung zu erhalten, war, sich als Gasmann auszugeben, welcher den Gaszähler ablesen müsste. Petrovs nutzte dann die Unachtsamkeit seiner Opfer aus und erwürgte sie mit einem mitgebrachten Handtuch. Danach legte er seine Opfer ins Bett und richtete sie so her, als ob sie schlafen würden.
Seine Beute war meistens ein wenig Bargeld, Konserven und manchmal auch Schmuck. Die Polizei bezifferte den Wert der gestohlenen Sachen auf etwa 35.000 US-Dollar.
Die Verbrechen von Petrovs wurden nur durch Zufall entdeckt: Als die Polizei Fingerabdrücke in einer der Wohnungen eines Opfers fand, wurden diese mit der Zentralkartei verglichen. Petrovs war dort wegen einiger geringerer Eigentumsdelikte bereits erfasst worden. Am 3. Februar 2003 wurde er verhaftet. 
In dem darauf folgenden Prozess wurde Petrovs am 13. Mai 2005 wegen 13 dieser Morde zu einer lebenslangen Freiheitsstrafe verurteilt.